# Bawihka
Bawihka (Bauihca), pleme američkih Indijanaca nekada nastanjeni na sjeveroistoku Nikaragve, istočno od rijeke Wanks. Ovo pleme klasificirano je u grupu Sumoan, porodica Misumalpan, i navodno sudjeluju u formiranju Miskito Indijanaca. Nakon što su se tijekom 17. stoljeća dokopali vatrenog oružja, Bawihke počinju svoju ekspanziju potiskujući i asimilirajući druga plemena, kao što su Prinzo (Prinsu) i Kukra (Cucra), plemena iz grupe Ulvan. Bawihke asimiliraju i grupe izbjeglih crnačkih robova, te stvaraju posebnu naciju poznatu kao Miskto. 